# بیور فالز (پنسیلوانیا)
بیور فالز (به انگلیسی: Beaver Falls) شهری در ایالت پنسیلوانیا کشور ایالات متحده آمریکا است که جمعیت آن در سرشماری سال ۲۰۱۰ میلادی، ۸٬۹۸۷ نفر بوده‌است.